# Меланохроміс Йохана
Меланохроміс Йохана (Melanochromis johannii) — вид окунеподібних риб родини цихлових (Cichlidae). Належить до екологічної групи Мбуна. Популярна акваріумна рибка.

## Поширення
Вид є ендеміком прибережних зон на мозамбіцькому березі озера Малаві.

## Опис
Тіло самців сягає завдовжки 12 см, самиці дрібніші — 10 см. Дорослі особини відрізняються за забарвленням, самці мають яскраве вбрання, який проявляється на 7—10 місяці життя. На темному тілі дві блакитні поздовжні смуги або смуги на тілі трансформувалися в блакитні плями. Доросла самка залишається помаранчево-жовтою, як і молоді особини.

## Утримання в акваріумі
Мінімальний об'єм акваріума — 100 л. Ґрунт — обкатаний пісок, плоске каміння для нересту, наявність схованок, що перевищує кількість особин. Із рослин підбирають види з міцною кореневою системою та твердими листками, наприклад, анубіаси. Співвідношення риб в акваріумі — на 1 самця 3—4 самки.
Температура води 24—26 °C, середньої твердості або тверда, слабколужна. Необхідна аерація, фільтрація та щотижнева заміна води на 10—20 % із такими самими параметрами.

## Живлення
У раціоні повинні переважати корми рослинного походження, до 60 % (листя салату, шпинату, чорний хліб тощо); інші 40 % — живий корм або замінники.